# Zwartruggierzwaluw
De zwartruggierzwaluw (Apus acuticauda) is een vogel uit de familie van de gierzwaluwen (Apodidae).

## Verspreiding en leefgebied
Deze soort komt voor in noordoostelijk India en Myanmar.